# Meryem Boz
Meryem Boz est une joueuse de volley-ball turque née le 3 février 1988 à Eskişehir. Elle mesure 1,94 m et joue au poste d'attaquante. Elle totalise 120 sélections en équipe de Turquie.

## Clubs
| Club                   | De        | À         |
| ---------------------- | --------- | --------- |
| Eskişehir DSİ Bentspor | 2002-2003 | 2002-2003 |
| İller Bankası Ankara   | 2003-2004 | 2009-2010 |
| Atom Trefl Sopot       | 2010-2011 | 2010-2011 |
| İller Bankası Ankara   | 2011-2012 | 2011-2012 |
| Fenerbahçe İstanbul    | 2012-2013 | 2012-2013 |
| Halkbank Ankara        | 2013-2014 | 2013-2014 |
| Bursa BBSK             | 2014-2015 | 2014-2015 |
| Nilüfer Belediye       | 2015-2016 | 2015-2016 |
| Seramiksan SK          | 2016-2017 | 2017-2018 |
| Galatasaray İstanbul   | 2018-2019 | 2018-2019 |
| Aydın BBSK             | 2019-2020 | …         |

## Palmarès

### Équipe nationale
- Ligue des nations
  - Finaliste : 2018.
- Championnat d'Europe
  - Finaliste : 2019.
- Ligue européenne
  - Finaliste : 2015.

### Clubs
- Challenge Cup
  - Vainqueur : 2015.
- Coupe de la CEV
  - Finaliste :2013.
- Championnat de Pologne
  - Finaliste : 2011.

### Distinctions individuelles
- Challenge Cup féminine 2014-2015: MVP.
- Ligue européenne 2015 : Meilleure serveuse.